# ابتسام عبد العزيز
ابتسام عبد العزيز (مواليد 1975) هي فنانة تشكيلية وكاتبة إماراتية. عُرضت أعمالها في معرض الخط الثالث في مهرجان البستكيّة للفن (2009) وفي متحف الشارقة للفنون (2007)، كما عُرضت أعمالها في متحف الدنمارك الوطني، كوبنهاغن (2010)، وجناح الإمارات العربيّة المتحدة في بينالي فينيسيا 2009، ومتحف كونست، بون، وفي بينالي سنغافورة (2006). قيّمت في 2009 المعرض السنوي لجمعية الإمارات للفنون التشكيلية في متحف الشارقة للفنون. وفي عام 2013، جاءت ابتسام ضمن تصنيف أقوى 100 امرأة عربية.

## نُبذة
ابتسام عبد العزيز من مواليد عام 1975 في الإمارات. شاركت في عدة معارض دولية في فرنسا وكوريا واليونان وغيرها، كما أن بعض أعمالها تم اقتناؤها من قبل بنك دوتش الألماني ووزارة الثقافة الإماراتية.

## اقتباسات وآراء
- عندما سُئلت ابتسام (أين أنت كفنانة من موضوعات البيئة المحلية؟) أجابت: "يتأثر الفنان بالبيئة التي يعيش فيها، لكن ليس بالضرورة أن يكون هذا التأثر مجسداً في شكل لوحة فنية ما. تأثرت بالمكان وبالتسارع الحاصل فيه، وكذا بالنهضة والتحولات التي يشهدها. وتجد ذلك جلياً في أعمالي، تحديداً منها الحاملة رسائل متعلقة بالبيئة والتغيير، كما أنها أيضاً جاءت كرد فعل على ما أعيشه وأتعايش معه في الواقع. تجدها تعبر عن نظرتي إلى الحياه وتحمل رأياً ورسالة، وهذا كله في نطاق تأثري ببيئتي ومحيطي الاجتماعي، فمنهما أستلهم موضوعاتي. ولكن لا يمنعني هذا من الابتعاد قليلاً، لأقدم إبداعات من وحي عناصر رياضية هندسية بحتة".[6]
- وعن الجانب الربحي للفنان تقول: "لا يمكننا أن ننكر أهمية الجانب المادي الربحي في مسيرة الفنان. إلا أنه ربما يكون ذا حدين. وباعتقادي أن الفنان حين يصل إلى مرحلة الاحترافية يحتاج إلى دعم مصدره المردود المادي لمنتجه، وذاك كي يضمن الاستمرارية. هذا ما خبرته وعايشته شخصياً عندما قررت احتراف الفن، والتخلي عن العمل الوظيفي. وبذا فإني أتعاقد مع صالة عرض تسوّق لي أعمالي. ولا أخفيك أن هناك بعض صالات العرض، سواء في الدولة أو خارجها، تهتم بالجانب الربحي فقط، من دون أن يعنيها مستوى المنتج الفني أو رسالته الثقافية. وهنا يكمن الجانب غير الصحي الذي أعتبره تشويهاً وتلوثاً فكرياً خطراً".[6]
- "على الفنان أن يعمل على كسر الروتين السائد، والخروج إلى الشارع بهدف تثقيف الناس، وفتح حوار معهم، واقناعهم بأن الفن صار أبعد من كونه لوحة، ولكنه دائماً ما يحمل رسالة".[7]
- "الأعمال الفنية التي تقدمها في إطار الفن المفاهيمي لا تحمل استجلاباً لتجارب غربية من الخارج، ولكنها تطرح قضايا من قلب المجتمع، أو تمثل توثيقاً للعصر الذي تعيشه، كلنا نعيش حالة اغتراب هي التي تجعلنا نصمد، وكلما قدمنا منتجاً شعرنا بأنه يعبّر عنا وعن حالة الاغتراب التي نعيشها، وبعد فترة نجد أنه لم يعد كذلك، وأن علينا تقديم عمل آخر يعبّر عما يدور بداخلنا، فالفنان ليس بمعزل عن الأحداث الإنسانية المتعاقبة التي تتولد في تجربة الحياة الواقعية، وأصبح العمل الفني يعاد إنتاجه على درجات ومستويات متعددة".[7]

## سلسلة سيرة ذاتية

قطع الدومينو، حيث تصورت ابتسام رحلاتها اعتمادًا على المعادلات الحسابية

سلسلة «سيرة ذاتية» هي سلسلة ضمن معرضها الشخصي الذي افتتح أول يوم 5 ديسمبر 2012 في غاليري الخط الثالث. ولفتت أعمال الفنانة انتباه المهتمين بالفنون التشكيلية المعاصرة، لاسيما النظامية والمفاهيمية، كما لاقت إعجاب كثير من مقتني الأعمال الذين أبهرتهم التقنية المستخدمة في الأعمال وصيغتها التجريدية وترميزها المشفر الذي يثير فضول الزائر ويدفعه لاكتشاف ما هو أبعد من ذلك العمل، والذي قد يلامس في أحيانً كثيرة جزءاً من حياة الفنانة، لاسيما أن تلك الأعمال تقدم لتحفيز التفكير وإعمال خيال المتفرج لرسم أبعاد وتفاصيل تلك اللوحات والمجسمات والأعمال التركيبية.
تقول ابتسام لجريدة«الإمارات اليوم»: «إن عمل سير ذاتية 2011، وهي مجموعة من أعمالي التركيبية الجديدة التي تروي بحد ذاتها سيرًا ذاتية، قد تشبه إلى حد ما أعمال الفن النظامي، فالمتتبع لنظام العمل يصل في النهاية إلى المتعة المرجوة، التي تتلخص في الشعور بالرضا أثناء فك رموز تكوين العمل نفسه، خصوصًا أن طبيعة هذه الأعمال التي استغرق تنفيذها أكثر من ستة أشهر، تتميز بصرامتها ووحدتها، التي لا تمتع المشاهد بصريًا فقط، بل تحتاج إلى تمعن وتدقيق وتتبع النظام الذي يحتويه، لاسيما أنها تخاطب العقول أكثر من مغازلة البصر».
يعد «ســيرة ذاتية لوحات الأرقام» (Plate's Numbers) من أبرز أعمال عبدالعزيـــز. ويعد هذا العمل بمثابة سيرة ذاتية لحياة الفنانة، إذ إنها تقوم بتسجيل كل ما يقع عليه بصرها من أرقام خلال رحلاتها التي تقوم بها، فتقوم بإنتاج أعمال تسجل نتاج تلك الرحلات. تقول عبد العزيز أن الأرقام تمثل جانبًا خاصًا في حياتها، وذلك بحكم دراستها علم الرياضيات؛ إذ غالبًا ما تشد الأرقام انتباهها.
وأثناء تنقلها بواسطة مركبتها من إمارة إلى أخرى ومن مكان إلى آخر، تتأمل الفنانة أرقام لوحات السيارات، وتوجد معادلات رياضية تربط بين تلك الارقام، وتضيف أن «إيجاد المعادلة بين الأرقام يأخذني إلى عالم آخر، ويستفزني لتحريك دماغي، إما لكي أحفظها في ذاكرتي، أو أحاول أن أجد معادلة رياضية تربط بينها، ومن ثم يسهل علي حفظها في ذاكرتي، فلا أجد في تلك الشوارع والطرقات ما يشدني سوى تلك الأرقام، وأحاول أن أختزلها في ذاكرتي».
من هنا جاءت فكرة عمل «سيرة ذاتية» (Plate's Numbers) في محاولة منها لكتابة تلك الأرقام وجمعها في دفترها الخاص، ولمعالجة تلك الحالة التي وصفتها الفنانة بـ«الهوس الرقمي»؛ إذ عملت على توثيق كل رحلة قامت بها، وسجلت كل رحلة في لوحة على حدة بتاريخ قيامها بها. ويشار إلى اعتمادها في تكوين العمل على تكرار الأرقام تمامًا كما جاءت في الرحلة، والمميز في هذا العمل اعتمادها على قطع لعبة الدومينو، من خلال وضع كل رحلة على قطعة من قطع الدومينو لتمثل رقمًا معينًا.
وعن فكرة استخدام قطع الدومينو قالت عبد العزيز: «جاءت لما تتميز به تلك القطع من صرامة وأيضًا ما تحتويه من أرقام على شكل نقاط، وبحكم استخدامها في الألعاب، فهي من الأدوات المتداولة في مجتمعاتنا، في محاولة مني لاستخدام مواد شعبية معروفة لدى عامة الناس ومرتبطة بثقافات كثير من الدول، وتحويلها من مجرد أداة للمتعة واللعب، إلى عمل فني، يمتع المتلقي حين يقوم بفك رموز تكرار تلك القطع».

## رحلات عشوائية
قدمت الفنانة العمل التركيبي «سيرة ذاتية» Plate's Numbers، الذي ارتبط بسيرتها الذاتية، وهو عمل يمثل البيئة والمجتمع الذي تعيش فيه، والغريب في العمل والمرتبط بسابقه أنها قامت من خلال رحلات سيرًا على الأقدام، بعمليات استكشاف وبحث، تشبه إلى حد ما رحلات البحث عن الكنز وعمليات التنقيب عن المعادن، لكن ما يميز تلك الرحلات أنها رحلات غير مدروسة للبحث عن المجهول.
وتقوم فكرة العمل من خلال جمع المواد البلاستيكية وأيضًا المعادن التي تجدها في طريقها، مع تسجيل تلك الرحلة كونها سيرة ذاتية، فالمواد التي في المجموعة، والتي تعتبر قديمة وبالية تجدها الفنانة ذات جمالية خاصة بها، والفنان فقط يستطيع أن يرى هذا المحتوى، فهي تخلق حوارًا خاصًا، وتتحدث عن الحياة والمجتمع الاستهلاكي الذي نعيشه.
وترى الفنانة في العمل، الذي هو أسطوانة زجاجية تحتوي بداخلها مواد بلاستيكية ومعدنية هي في الأصل مواد رخيصة، قوة مادية وطاقة سيكولوجية يجسدها كل عمل على حدة، فهو النظير النحتي للرسم الانطباعي التجريدي، فتلك التراكيب انتقلت من الرمزية إلى التجريدية، من مواد خام إلى تراكيب صناعية، هذه التراكيب ما هي إلا تنوع في الفن المعاصر، وبخلفية فنية امتزجت بطبيعة البيئة التي نعيشها.

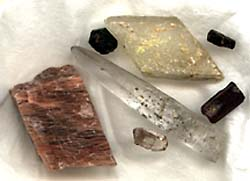
صورة للمعادن مثل التي اعتمدت عليها ابتسام في تصويرها

فالتنوع في الوسائط أمر مهم في إنتاج العمل الفني، كاستخدام المواد المعدنية والخشبية والبلاستيكية والزجاجية، إذ إن التراكيب التجريدية تفرض وجودها للعيان من خلال الأعمال التجميعية الحادة والمنظمة بدقة، التي تم جمعها بطريقة عشوائية، والتي قامت الفنانة بجمعها لتروي قصة من الحياة اليومية، بما تحمله من أحداث يقوم المتفرج بفك رموزها بطريقته الخاصة، وفي النهاية تصبح ذات قيمة فنية عالية لمجرد إعادة صياغتها وإعطائها سـمة العمل الفني، عوضًا عن ما كانت عليه في السابق.

## رسومات تخطيطية
اعتمدت الفنانة في إنتاج عمل الرسومات التخطيطية على التجريد والتجريب، والتي ربطت من خلالها الطبيعة البشرية بما تحويه من نواقص، وما ندركه نحن في ذواتنا، من خلال عملها (الرسم العابث- سيرة ذاتية)، الذي عرضت فيه مجموعة من الأوراق التي رسمتها في فترات زمنية متفاوتة خلال 2012.
أكدت عبد العزيز على إمكانية التعبير والإبداع بطريقة العقل غير الواعي، فمعظم أعمالها وثيقة الصلة بالإنسان والبيئة المحيطة به، وما قد يتأثر به من مشكلات وتراكمات، فهي بمثابة سيرة ذاتية للدماغ البشري، بما تحمله وتختزله من تراكمات ورسائل، إضافة إلى الرسومات المتعلقة بالأنظمة الرياضية التي اعتمدت على أرقام أو حروف لتوثيق رسائل أو أحداث ليومياتها خلال هذا العام.
وتابعت الفنانة أن «هذه الأشكال والرسومات، البالغ عددها 150 لوحة، تبدو كأنها تمتلك سمة الثبات الشكلي المرحلي الذي يتعرض للتغيير التدريجي غير المحسوس عبر الزمن، ورغم أنها أشكال ثابتة رسمت بدقة ونظام لا نهائي، إلا أنها في الحقيقة غير ثابتة. وكما قال العالم الفيزيائي دافين بوهم: «كل ما يبدو لنا في العالم مستقرًا ملموسًا مسموعًا، لا يخرج عن كونه مجرد وهم، وحقيقة العالم هي أنه ديناميكي، لا نهائي في أشكاله وألوانه».
فالأشكال التي استخدمتها الفنانة هي أشكال محددة تحديدًا دقيقًا بأشكال حادة، وهي تميل لتكون ذات طبيعة هندسية بدلًا من أن تكون عشوائية، إذ تتألف تلك اللوحات من مستطيلات ومربعات وأشكال سداسية، يشبه شكلها المتحرك أشكال تيار الوهم الحركي أو الفن البصري. إن الدليل على ذلك يتمحور في عناصر العمل التي هي عبارة عن مفردات تشكيلية هندسية تعطي إيحاءً مزدوجًا، قابلا للتكبير والتصغير اللا نهائي، وهذه الاشكال لا تظهر هذا التحرك أو التغير، إلا ضمن العمليات التي تحدث في نظام الرؤية ذاته، فالهدف من العمل ليس إرضاء العقل فقط، بل التعبير عن رغبته في الذهاب بعيدًا نحو الأعماق الخيالية والأبعاد التي لا تنتهي عند حدود الرؤية البصرية.

## فن تشكيلي محض
تقدم ابتسام أطروحتها الجمالية والفكرية في «سيرة ذاتية» بعيدًا عن الشعار والإيديولوجية سواء أكانت مبنية على أفكار مسبقة أم غير ذلك، بل إنها بلا موقف «ثوري» أو «تثويري» أو حتى تنويري ربما. لكن عبد العزيز تطرح مشروعها وفقا لمعنيين: الأول منهما هو التشكيلي المحض مثلما هو متعارف عليه في فن التصوير الفوتوغرافي الذي تجري فيه صناعة الصورة بتقصّد يخلو من أية عفوية، وهي مدرسة قائمة بحد ذاتها في التصوير الفوتوغرافي، فلا مانع لديها أن تقول فكرتها عبر شخصية تبدو كما لو أنها تؤدي دورا في فيلم سينمائي أو مسلسل تلفزيوني. والأخير هو إعادة تشكيل الوعي السائد بالأشياء من خلال ما هو مهمل وعادي من الأشياء في البيئة والمحيط الخارجي. لذا فما يميز عبد العزيز هو أنها تقدم هذا المعنى بتوازن بين الخامة وإمكانياتها من جهة وطواعيتها على إيصال رسالة العمل من جهة أخرى.